# Simon Starck
Simon Starck (* 27. Oktober 1865 in Falkenau, Böhmen; † 3. September 1939 ebenda) war ein österreichischer Politiker ohne Klubzugehörigkeit.

## Herkunft
Simon Starck wurde als Sohn der ledigen Anna Maria Stark (so im Taufbuch eingetragen) in Falkenau an der Eger Nr. 57 geboren.

## Ausbildung und Beruf
Nach dem Besuch der Volks- und Bürgerschule lernte er den Beruf des Bergarbeiters. Er war Herausgeber und Redakteur der „Freien Werke“ in Falkenau. Zwischen 1892 und 1898 war er auch Herausgeber der Wochenschriften „Glück auf“ und „Volkswille“.

## Politische Funktionen
- 1907–1918: Abgeordneter des Abgeordnetenhauses im Reichsrat (XI. und XII. Legislaturperiode), Wahlbezirk Böhmen 117, fraktionslos

## Politische Mandate
- 21. Oktober 1918 bis 16. Februar 1919: Mitglied der Provisorischen Nationalversammlung, fraktionslos

## Sonstiges
Simon Starck wurde wegen politischer Delikte 33 Mal bestraft.